# Waidach (Lengdorf)
Waidach  ist ein Gemeindeteil der Gemeinde Lengdorf im Landkreis Erding in Oberbayern.

## Lage
Die Einöde Waidach liegt am Südufer der Isen, knapp drei Kilometer nordöstlich der Anschlussstelle 24 Lengdorf der Autobahn A 94.

## Denkmalschutz
Die Wegkapelle auf dem Pfarrfeld ist ein kleiner Putzbau mit Satteldach und polygonalem Abschluss. Sie ist mit der Jahreszahl 1895 bezeichnet, steht unter Denkmalschutz und ist in der Liste der Baudenkmäler in Lengdorf aufgeführt.

## Bevölkerungs- und Ortsentwicklung
Bei der Volkszählung von 1871 gab es in Waidach 14 Einwohner in fünf Gebäuden und bei der Viehzählung von 1873 gab es dort 16 Rinder. Im Mai 1987 lebten dort drei Einwohner in zwei Wohngebäuden.
| Jahr      | 1871 | 1925 | 1950 | 1970 | 1987 |
| Einwohner | 14   | 14   | 9    | 7    | 3    |